# 千浜
千浜（ちはま）は、静岡県掛川市にある大字。

## 地理

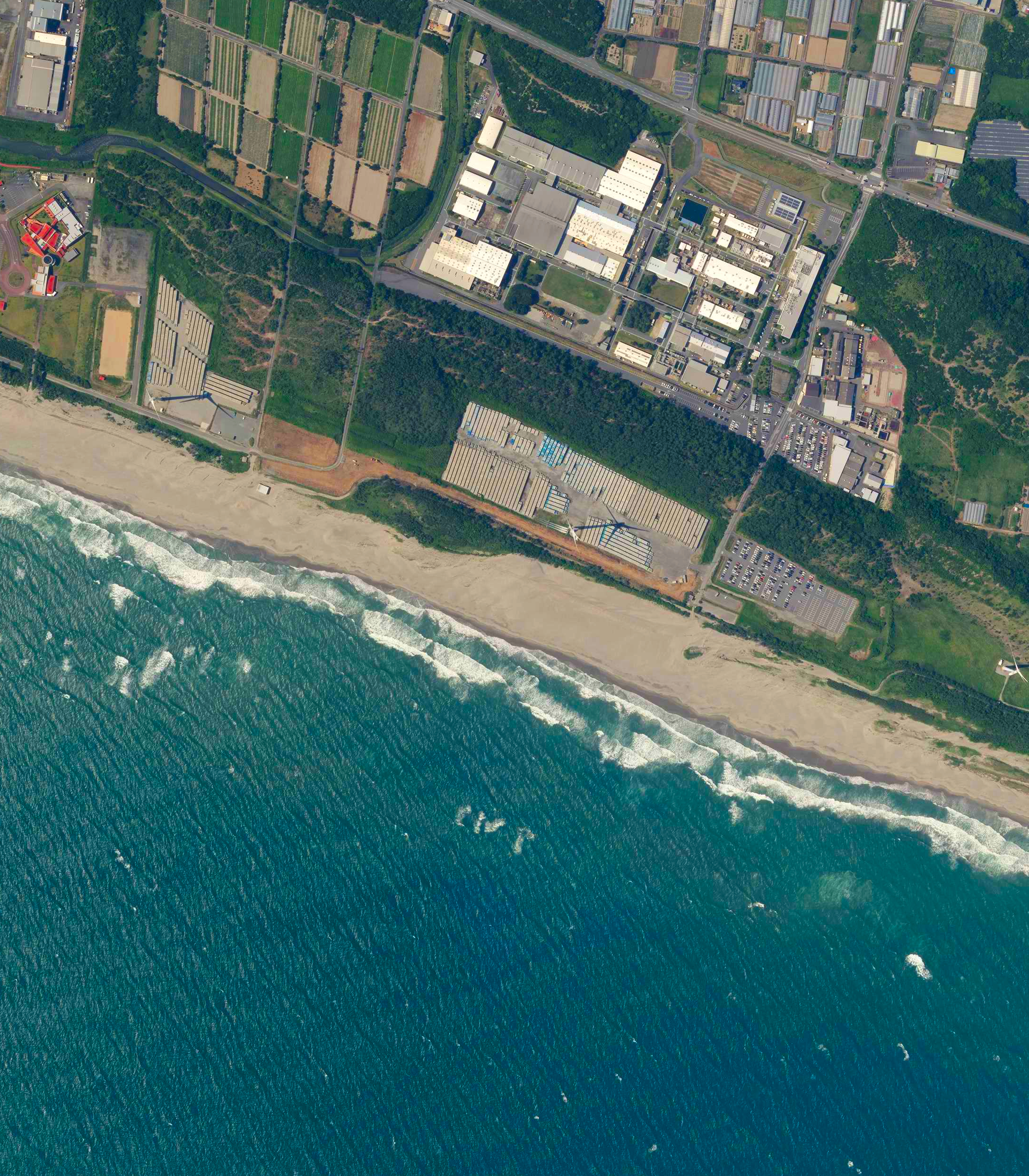
千浜海岸の航空写真（2020年6月16日撮影）

静岡県掛川市の南端に位置する。合併前の旧大東町においては南東端に位置していた。南北に長い形状の大字である。全域を平地が占めており、北には田畑が広がっており、中央には人家が多く、南には工場なども見受けられる。東から西に向かって牛淵川が流れており、北東から南西に向かって高松川が流れている。南端は遠州灘に面しており、千浜海岸が広がっている。
大字としての住所表記では「千浜」と記されるが、集落としては「北部」、「東部」、「西部」に大別されている。掛川市の自治区としては、北部と東部の2集落は千浜東区に属しており、西部は千浜西区に属している。

### 河川
- 牛淵川
- 高松川

### 海洋
- 遠州灘

## 歴史
千浜と呼ばれている地は、町村制が施行された1889年（明治22年）に静岡県城東郡千浜村の一部となった。その後の度重なる市町村合併を経て、1973年（昭和48年）4月よりこの地は大東町の一部となった。のちに大東町が掛川市、大須賀町と合併することになり、2005年（平成17年）4月よりこの地は掛川市の一部となった。

### 沿革
- 1871年 - 城東郡が静岡県に移管。
- 1871年 - 城東郡が浜松県に移管。
- 1876年 - 城東郡が静岡県に移管。
- 1885年 - 静岡県城東郡来福村、成行村が合併して成行村を設置。
- 1888年 - 静岡県城東郡成行村が改称して千浜村を設置。
- 1889年 - 静岡県城東郡千浜村、国安村、久兵衛新田、喜右衛門新田、国包村、坂里村が合併して千浜村を設置。
- 1896年 - 静岡県佐野郡、城東郡が合併して小笠郡を設置。
- 1956年 - 静岡県小笠郡大坂村、千浜村が合併して大浜町を設置。
- 1973年 - 静岡県小笠郡大浜町、城東村が合併して大東町を設置。
- 2005年 - 静岡県掛川市、小笠郡大東町、大須賀町が合併して掛川市を設置。

## 世帯数と人口
2024年（令和6年）11月末日現在の世帯数と人口は以下の通りである。
| 大字 | 世帯数  | 人口   |
| ---- | ------- | ------ |
| 千浜 | 877世帯 | 2105人 |

## 事業所
2021年（令和3年）現在の事業所数と従業員数は以下の通りである。
| 大字 | 事業所数  | 従業員数 |
| ---- | --------- | -------- |
| 千浜 | 102事業所 | 2285人   |

## 小・中学校の学区
公立小・中学校に通う場合、学区は以下の通りとなる。
| 番地 | 小学校             | 中学校             |
| ---- | ------------------ | ------------------ |
| 全域 | 掛川市立千浜小学校 | 掛川市立大浜中学校 |

## 交通

### バス
- しずてつ掛川大東浜岡線 - 三久停留所、成行停留所、千浜停留所

### 道路
- 国道150号
- 静岡県道244号大東菊川線
- 静岡県道247号中方千浜線
- 静岡県道251号袋井小笠線
- 静岡県道372号大東相良線
- 静岡県道376号浜松御前崎自転車道線

## 施設
- 千浜西公民館[6]
- 千浜東コミュニティ防災センター[7]
- 千浜西コミュニティ防災センター[8]
- 千浜駐在所[9]
- 掛川市消防団大東第一分団[10]

## その他

### 郵便
- 郵便番号：437-1412[2]（集配局：遠江大東郵便局）

## ギャラリー

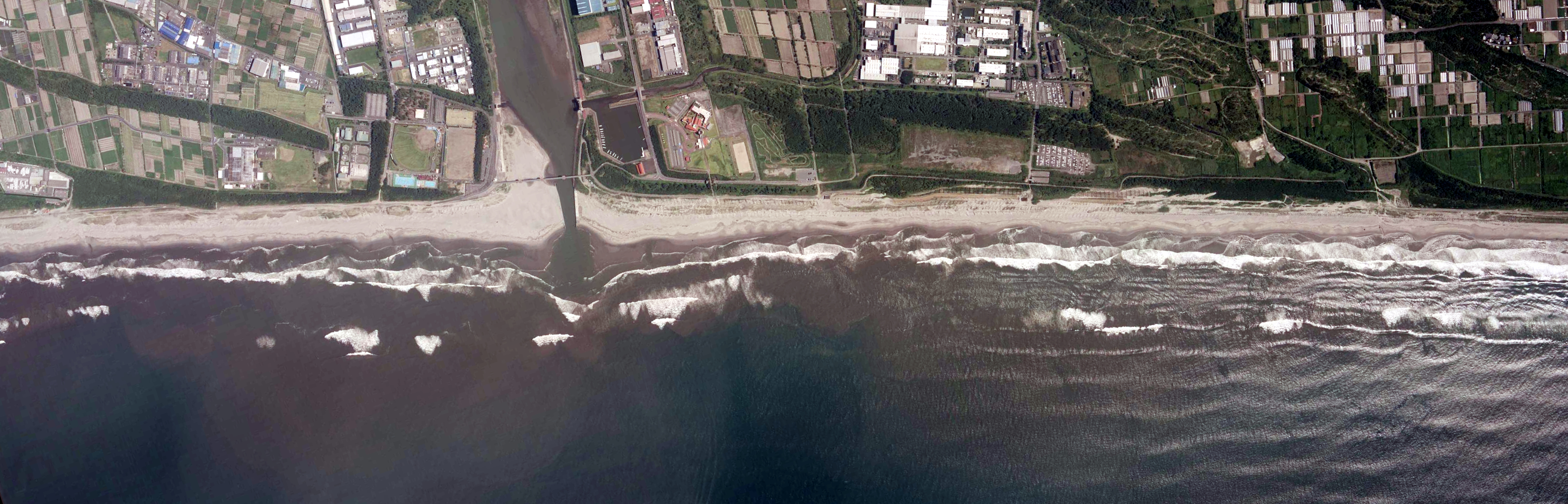
南遠大砂丘を構成する国安海岸（左）と千浜海岸（右）の航空写真（2009年8月4日撮影）

### 警察
警察の管轄区域は以下の通りである。
| 番地 | 警察署     | 交番・駐在所 |
| ---- | ---------- | ------------ |
| 全域 | 掛川警察署 | 千浜駐在所   |

### 消防
消防の管轄区域は以下の通りである。
| 番地 | 消防署・分署 | 消防団分団   |
| ---- | ------------ | ------------ |
| 全域 | 南消防署     | 大東第一分団 |